# I Liga de Polonia
La I Liga, llamada I Liga Betclic por razones de patrocinio, es el segundo nivel del sistema de ligas del fútbol polaco, por debajo de la Ekstraklasa y por encima de la II Liga. Está a cargo de la Asociación Polaca de Fútbol desde su creación en 1948. Todos los equipos a partir de 2002 deben ser profesionales y poseer una licencia expedida por la Asociación.
 La liga cambió su nombre de II Liga a I Liga en 2008.

## Historia

### Antecedentes
En 1913 y 1914 se llevó a cabo el campeonato de fútbol del Reino de Galitzia y Lodomeria. En ese momento se llamó Campeonato de Clase A, con cuatro equipos principales de la provincia: KS Cracovia, Wisła Cracovia, Pogoń Lwów y Czarni Lwów. Como había muchos más equipos de fútbol en la región de Galitzia, se instauró el Campeonato de Clase B para que pudieran participar. 
En 1921, ya en tiempos de la Segunda República Polaca, no existía una segunda división tal y como la conocemos hoy, aunque en varias ocasiones se planteó la creación de la segunda división. El domingo 26 de septiembre de 1937 tuvo lugar una conferencia en Częstochowa, organizada por varios equipos regionales de todo el país, con el objetivo de discutir la creación de la liga. Llegaron funcionarios de varios clubes, entre ellos el Brygada Częstochowa, el Gryf Toruń, el Śmigły Wilno, el Rewera Stanisławów, el Dąb Katowice, el Unia Sosnowiec, el Strzelec Janowa Dolina y el WKS Grodno. También fueron invitados funcionarios del HCP Poznań, Podgorze Kraków, Naprzód Lipiny y Union Touring Łódź, pero no llegaron a presentarse. Los funcionarios hablaron sobre la creación de una Liga B Nacional, pero el proyecto no salió adelante. En los años posteriores, cada voivodato contaba con su propio torneo regional, donde posteriormente los vencedores se enfrentaban entre sí.
En 1927, se creó la Ekstraklasa, máxima categoría de fútbol en Polonia, que a finales de la década de 1930 constaba de diez equipos. El resto de equipos competían en las ligas regionales, bautizadas como Clase A. El ascenso a primera división no era sencillo, ya que para que un club consiguiera la promoción a la Ekstraklasa no bastaba con quedar en primera posición; una vez termina la temporada regular y el equipo queda en el primer lugar de la tabla, tiene que vencer a los otros campeones de las ligas vecinas para proclamarse el mejor equipo de la zona ("Noroeste", "Noreste", "Suroeste" o "Sureste" de Polonia). Una vez pasa de ronda, se enfrenta a los otros clubes vencedores de las tres zonas restantes, ascendiendo únicamente tres de los cuatro equipos participantes. Ese fue el sistema empleado durante la segunda mitad del período de entreguerras, antes del estallido de la Segunda Guerra Mundial.

### Fundación de la I Liga
Los días 14 y 15 de febrero de 1948, la Asociación Polaca de Fútbol se reunió en Varsovia para acordar la creación de una segunda división, siendo los funcionarios de Gdańsk quienes promovieron la creación de la liga, a pesar de la oposición de los delegados de las regiones más poderosas del fútbol polaco: Cracovia, Łódź, Alta Silesia y Varsovia. El 30 de mayo de 1948, sin embargo, se aprobó oficialmente la segunda división, con 18 equipos jugando en un único grupo. El 19 de febrero de 1949, la Asociación Polaca de Fútbol decidió ampliar la liga a 20 equipos.
Finalmente, la I Liga se creó oficialmente el 30 de mayo de 1948 para la temporada de 1949, y se dividió en dos grupos: "Grupo Norte" y "Grupo Sur", con diez equipos en cada uno. Sin embargo, los primeros partidos no se disputaron hasta un año después, el 20 de marzo de 1949. El anotador del primer gol de la liga fue Józef Kokot del Naprzód Lipiny, durante el partido entre el Naprzód y el Błękitni Kielce. Los primeros ganadores de la segunda división fueron Garbarnia Kraków (grupo norte) y Górnik Radlin (grupo sur): ambos equipos se convirtieron en los primeros clubes en ascender a la Ekstraklasa. Para determinar un ganador de la temporada de 1949 de la segunda división, Górnik tuvo que jugar contra Garbarnia en tres partidos adicionales (4-2, 0-2 y 4-3). El máximo goleador de la primera temporada fue Mieczyslaw Nowak del Garbarnia, con 24 goles.
Desde su creación en 1949, la liga ha contado con numerosas modificaciones, aumentando o disminuyendo los grupos y divisiones regionales en la que se estructuraba. En la temporada 1951-52 se aumentó a cuatro grupos de ocho equipos en total, Posteriormente incorporarían ocho equipos más para hacer un total de 40 equipos, diez por grupo. El exceso de equipos obligó a reducir la liga a una única categoría de catorce equipos. A partir de 1956 se suceden varias alternativas, como retornar a la división norte-sur o una única liga a partir de la temporada 1989/90.
En 2000, el número de equipos se limitó a 20 y luego a 18, el número actual de equipos que compiten en la liga. El campeón y subcampeón ascienden automáticamente a la Ekstraklasa, mientras que los cuatro últimos equipos descienden a la II Liga. Desde la temporada 2019-20, además de ascender los dos primeros, aquellos equipos entre la tercera y la sexta posición disputan un repechaje por el tercer ascenso a la Ekstraklasa. A la vez, el número de equipos descendidos pasa de cuatro a tres.

## Historial
- Lista de equipos campeones de la segunda categoría del fútbol polaco y equipos ascendidos a la máxima categoría.[6]

### ComoII liga
| - 1949 - Górnik Radlin, Garbarnia Cracovia - 1950 - Polonia Bytom - 1951 - Lechia Gdańsk - 1952 - Gwardia Varsovia, Budowlani Opole - 1953 - Polonia Bydgoszcz - 1954 - Zagłębie Sosnowiec - 1955 - Budowlani Opole - 1956 - Polonia Bytom - 1957 - Polonia Bydgoszcz, KS Cracovia - 1958 - Pogoń Szczecin, Górnik Radlin - 1959 - Odra Opole, Zagłębie Sosnowiec - 1960 - Lech Poznań, Stal Mielec - 1961 - Gwardia Varsovia - 1962 - Stal Rzeszów, Pogoń Szczecin - 1963 - Szombierki Bytom - 1964 - Śląsk Wrocław - 1965 - Wisła Cracovia - 1966 - KS Cracovia - 1967 - Gwardia Varsovia - 1968 - Zagłębie Wałbrzych - 1969 - Gwardia Varsovia - 1970 - ROW Rybnik - 1971 - Odra Opole | - 1972 - ROW Rybnik - 1973 - Szombierki Bytom - 1974 - Arka Gdynia, GKS Tychy - 1975 - Widzew Łódź, Stal Rzeszów - 1976 - Arka Gdynia, Odra Opole - 1977 - Zawisza Bydgoszcz, Polonia Bytom - 1978 - Gwardia Varsovia, GKS Katowice - 1979 - Zawisza Bydgoszcz, Górnik Zabrze - 1980 - Bałtyk Gdynia, Motor Lublin - 1981 - Pogoń Szczecin, Gwardia Varsovia - 1982 - GKS Katowice, KS Cracovia - 1983 - Górnik Wałbrzych, Motor Lublin - 1984 - Lechia Gdańsk, Radomiak Radom - 1985 - Zagłębie Lubin, Stal Mielec - 1986 - Olimpia Poznań, Polonia Bytom - 1987 - Szombierki Bytom, Jagiellonia Białystok - 1988 - Ruch Chorzów, Stal Mielec - 1989 - Zagłębie Lubin, Zagłębie Sosnowiec - 1990 - Hutnik Kraków - 1991 - Stal Stalowa Wola - 1992 - Pogoń Szczecin, Siarka Tarnobrzeg - 1992–93 - Warta Poznań, Polonia Varsovia | - 1993–94 - Raków Częstochowa, Stomil Olsztyn - 1994–95 - Śląsk Wrocław, GKS Bełchatów - 1995–96 - Odra Wodzisław Śląski, Polonia Varsovia - 1996–97 - Dyskobolia Grodzisk Wielkopolski, Petrochemia Płock - 1997–98 - Ruch Radzionków, GKS Bełchatów - 1998–99 - Dyskobolia Grodzisk Wielkopolski, Petrochemia Płock - 1999–2000 - Śląsk Wrocław - 2000–01 - RKS Radomsko - 2001–02 - Lech Poznań - 2002–03 - Górnik Polkowice - 2003–04 - Pogoń Szczecin - 2004–05 - Korona Kielce - 2005–06 - Widzew Łódź - 2006–07 - Ruch Chorzów - 2007–08 - Lechia Gdańsk |

### Como I liga
| Temporada | Campeón                    | Subcampeón                   | Otros ascensos           | Máximo goleador               | Club                            | Goles |
| --------- | -------------------------- | ---------------------------- | ------------------------ | ----------------------------- | ------------------------------- | ----- |
| 2008–09   | Widzew Łódź (No promovido) | Zaglebie Lubin               | Korona Kielce            | Iliyan Mitsanski              | Zagłębie Lubin                  | 26    |
| 2009–10   | Widzew Łódź                | Górnik Zabrze                | Ninguno                  | Marcin Robak                  | Widzew Łódź                     | 18    |
| 2010–11   | ŁKS Łódź                   | Podbeskidzie Bielsko-Biała   | Ninguno                  | Charles Nwaogu                | Flota Świnoujście               | 20    |
| 2011–12   | Piast Gliwice              | Pogoń Szczecin               | Ninguno                  | Wojciech Kędziora             | Piast Gliwice                   | 18    |
| 2012–13   | Zawisza Bydgoszcz          | KS Cracovia                  | Ninguno                  | Maciej Kowalczyk              | Kolejarz Stróże                 | 22    |
| 2013–14   | GKS Bełchatów              | Górnik Łęczna                | Ninguno                  | Dariusz Zjawiński             | Dolcan Ząbki                    | 21    |
| 2014–15   | Zagłębie Lubin             | Termalica Bruk-Bet Nieciecza | Ninguno                  | Grzegorz Goncerz              | GKS Katowice                    | 21    |
| 2015–16   | Arka Gdynia                | Wisła Płock                  | Ninguno                  | Szymon Lewicki                | Zawisza Bydgoszcz               | 16    |
| 2016–17   | Sandecja Nowy Sącz         | Górnik Zabrze                | Ninguno                  | Igor Angulo                   | Górnik Zabrze                   | 17    |
| 2017–18   | Miedź Legnica              | Zagłębie Sosnowiec           | Ninguno                  | Mateusz Machaj                | Chrobry Głogów                  | 16    |
| 2018–19   | Raków Częstochowa          | ŁKS Łódź                     | Ninguno                  | Valērijs Šabala               | Podbeskidzie Bielsko-Biała      | 12    |
| 2019–20   | Stal Mielec                | Podbeskidzie Bielsko-Biała   | Warta Poznań (3º)        | Fabian Piasecki               | Zagłębie Sosnowiec              | 17    |
| 2020–21   | Radomiak Radom             | Termalica Bruk-Bet Nieciecza | Górnik Łęczna (6º)       | Roman Gergel                  | Termalica Bruk-Bet Nieciecza    | 19    |
| 2021–22   | Miedź Legnica              | Widzew Łódź                  | Korona Kielce (4º)       | Kamil Biliński                | Podbeskidzie Bielsko-Biała      | 19    |
| 2022–23   | ŁKS Łódź                   | Ruch Chorzów                 | Puszcza Niepołomice (5º) | Karol Czubak                  | Arka Gdynia                     | 21    |
| 2023–24   | Lechia Gdańsk              | GKS Katowice                 | Motor Lublin (4º)        | Ángel Rodado                  | Wisła Cracovia                  | 22    |
| 2024–25   | Arka Gdynia                | Termalica Bruk-Bet Nieciecza | Wisła Płock (3º)         | Ángel Rodado Łukasz Zjawiński | Wisła Cracovia Polonia Varsovia | 23    |

## Temporada 2025-26

### Equipos participantes
| Club                      | Ciudad      | Estadio                              | Capacidad           | Clasificación temporada anterior |
| ------------------------- | ----------- | ------------------------------------ | ------------------- | -------------------------------- |
| Chrobry Głogów            | Głogów      | Estadio Chrobry Głogów               | 2 817 espectadores  | 13.º                             |
| GKS Tychy                 | Tychy       | Estadio Municipal de Tychy           | 15 150 espectadores | 7.º                              |
| Górnik Łęczna             | Łęczna      | Estadio Górnik Łęczna                | 7 464 espectadores  | 9.º                              |
| ŁKS Łódź                  | Łódź        | Estadio Municipal Władysław Król     | 18 029 espectadores | 11.º                             |
| Miedź Legnica             | Legnica     | Estadio Municipal de Legnica         | 6 864 espectadores  | 5.º                              |
| Odra Opole                | Opole       | Estadio Municipal de Opole           | 4 560 espectadores  | 14.º                             |
| Pogoń Grodzisk Mazowiecki | Pruszków    | Estadio MZOS                         | 1 977 espectadores  | 2.º en la II Liga                |
| Pogoń Siedlce             | Siedlce     | Estadio Municipal de Siedlce         | 2 901 espectadores  | 15.º                             |
| Polonia Bytom             | Bytom       | Estadio Polonia Bytom                | 2 220 espectadores  | 1.º en la II Liga                |
| Polonia Varsovia          | Varsovia    | Estadio General Kazimierz Sosnkowski | 7 150 espectadores  | 6.º                              |
| Puszcza Niepołomice       | Niepołomice | Estadio Municipal de Niepołomice     | 2 118 espectadores  | 18.º en la Ekstraklasa           |
| Ruch Chorzów              | Chorzów     | Estadio Ruch Chorzów                 | 9 300 espectadores  | 10.º                             |
| Stal Rzeszów              | Rzeszów     | Estadio Municipal de Rzeszów         | 11 547 espectadores | 12.º                             |
| Stal Mielec               | Mielec      | Estadio MOSiR de Mielec              | 6 864 espectadores  | 16.º en la Ekstraklasa           |
| Śląsk Wrocław             | Breslavia   | Estadio Municipal de Breslavia       | 42 771 espectadores | 17.º en la Ekstraklasa           |
| Wieczysta Cracovia        | Cracovia    | Zagłębiowski Park Sportowy           | 11 600 espectadores | 3.º en la II Liga                |
| Wisła Cracovia            | Cracovia    | Estadio Henryk Reyman                | 33 326 espectadores | 4.º                              |
| Znicz Pruszków            | Pruszków    | Estadio Znicz Pruszków               | 1 997 espectadores  | 8.º                              |

### Localización
| Región          | n.º | Equipos                                                                      |
| --------------- | --- | ---------------------------------------------------------------------------- |
| Mazovia         | 4   | Pogoń Grodzisk Mazowiecki, Pogoń Siedlce, Polonia Varsovia, y Znicz Pruszków |
| Baja Silesia    | 3   | Chrobry Głogów, Miedź Legnica y Śląsk Wrocław                                |
| Pequeña Polonia | 3   | Puszcza Niepołomice, Wieczysta Cracovia y Wisła Cracovia                     |
| Silesia         | 3   | GKS Tychy, Polonia Bytom y Ruch Chorzów                                      |
| Subcarpacia     | 2   | Stal Mielec y Stal Rzeszów                                                   |
| Łódź            | 1   | ŁKS Łódź                                                                     |
| Lublin          | 1   | Górnik Łęczna                                                                |
| Opole           | 1   | Odra Opole                                                                   |